# ويليام كارول (سياسي)
ويليام كارول (بالإنجليزية: William Carroll)‏ هو فلاح وعامل مناجم وسياسي أسترالي، ولد في 3 يناير 1872 في أستراليا، وتوفي في 30 مايو 1936 في أستراليا. حزبياً، نشط في الحزب الوطني الأسترالي. وقد انتخب عضو مجلس الشيوخ الأسترالي ‏ عن دائرة أستراليا الغربية (1 يوليو 1926 – 30 مايو 1936).